# Channa micropeltes
Espèce
Synonymes
- Ophiocephalus micropeltes (Cuvier in Cuvier & Valenciennes, 1831)

Statut de conservation UICN

 LC  : Préoccupation mineure
L'ophiocéphale (Channa micropeltes) ou tête de serpent est un poisson carnivore d'eau douce originaire du Sud-Est asiatique. Il est invasif et susceptible de ravager les écosystèmes qu'il parvient à infiltrer. Il est capable de survivre à l'air libre et est un prédateur redoutable sur terre comme dans l'eau. Il est comestible.

## Description
Channa micropeltes mesure 1,30 m de long et pèse 20 kg. Il possède à l'âge adulte un fond de coloration bleuté avec des marques plus sombres longitudinales sur la partie centrale du corps, de l'arrière de la tête jusqu'au pédoncule caudal. Suivant les spécimens et suivant l'état de stress des individus la coloration s'atténue ou s'intensifie. Le haut des flancs est zébré mal défini et le dessous blanc, plus clair. Les jeunes possèdent une bande longitudinale claire orangée qui se termine au bout de la nageoire caudale.
C'est un poisson carnivore qui se nourrit essentiellement de poissons vivants.

## Répartition
Le tête de serpent Channa micropeltes est originaire des fleuves Chao Phraya et Mékong, de la péninsule malaise et des îles de Sumatra et Bornéo. Il a été aussi introduit dans le sud de l'Inde.

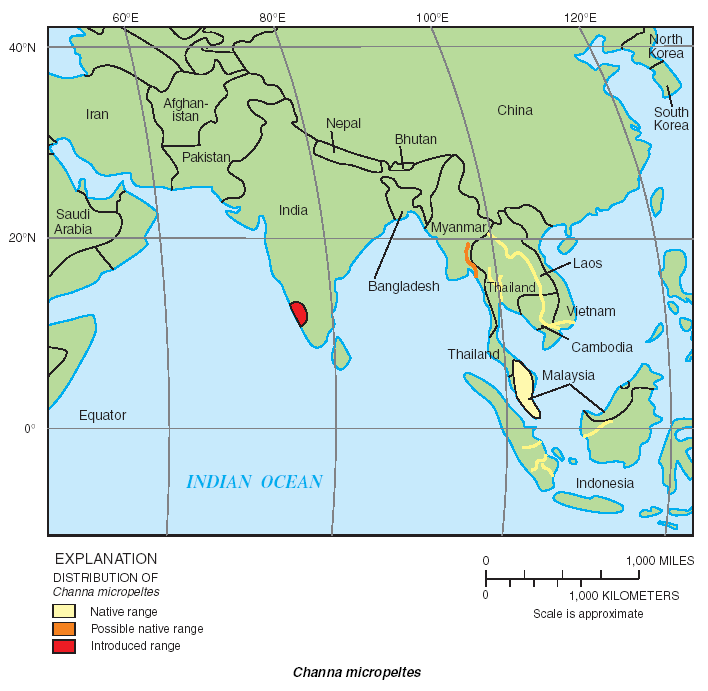
Répartition du Channa micropeltes

## Au zoo
L'Aquarium du palais de la Porte Dorée détient au moins 2 spécimens de Channa micropeltes présentés au public (12/2014). Ils sont maintenus dans une grande cuve et en compagnie de deux couples de Parachanna obscura (Afrique) (12/2014). Ils sont aisément observables lors d'une promenade dans l'Aquarium.

## Photos

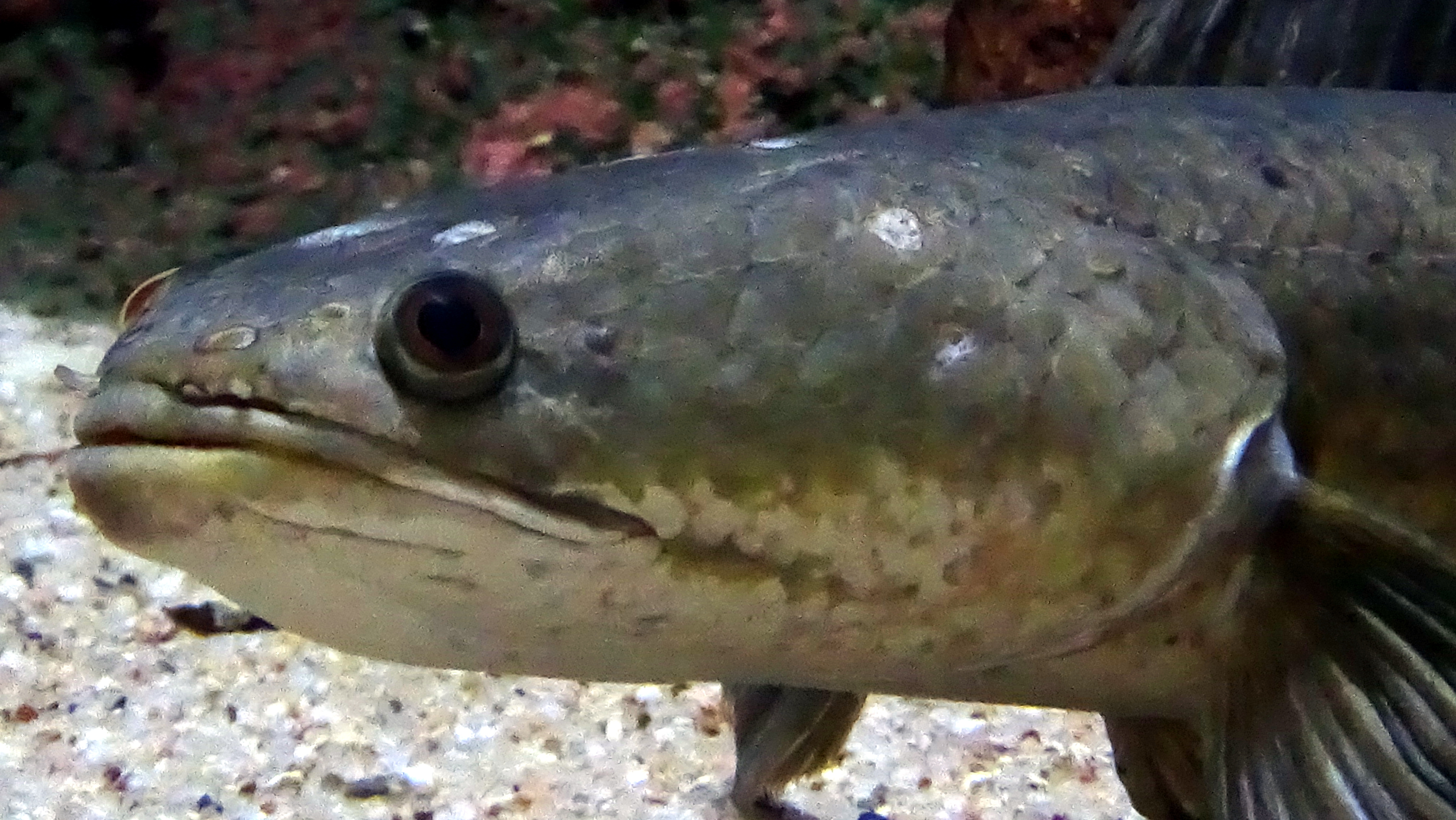
tête adulte
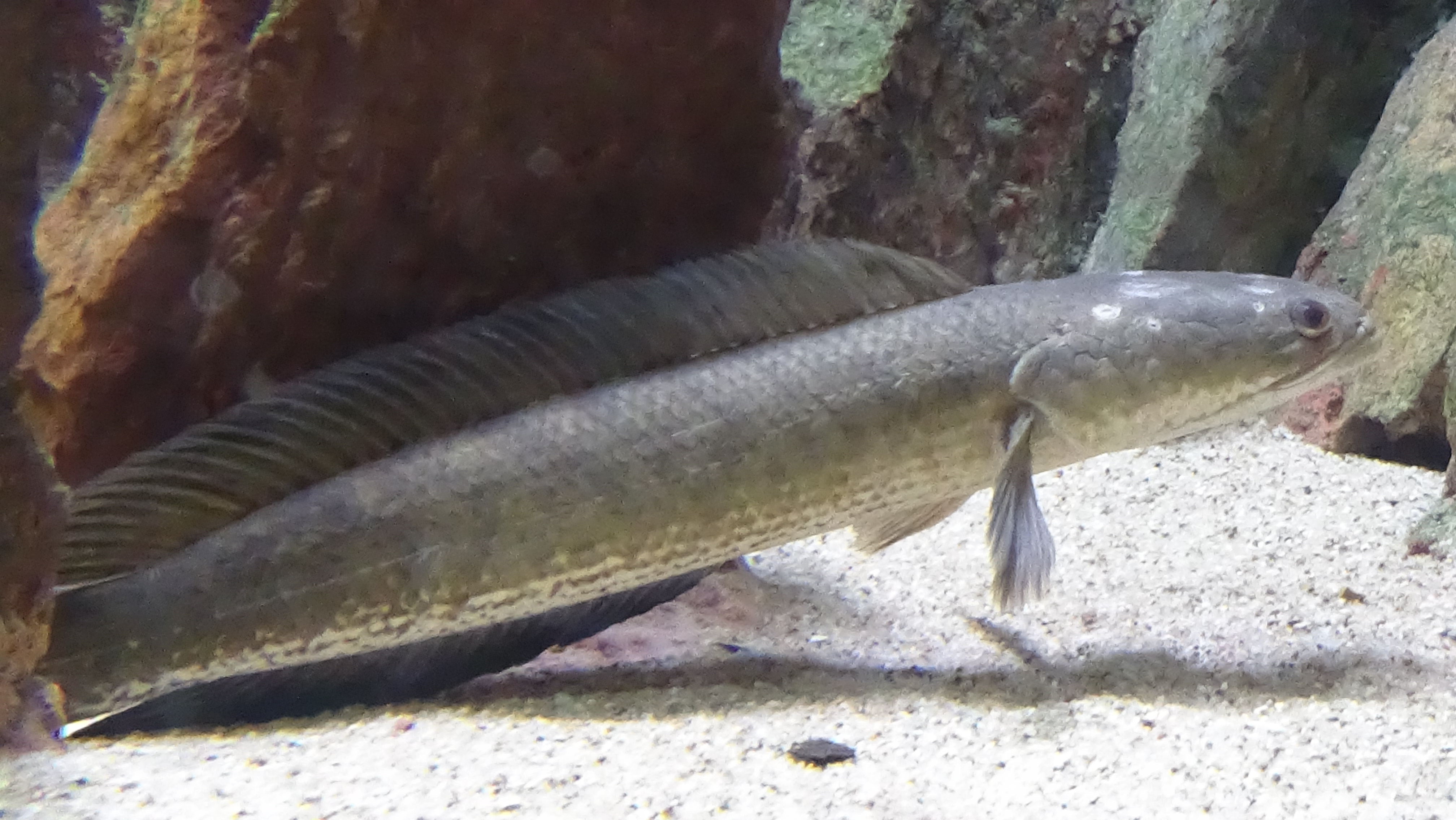
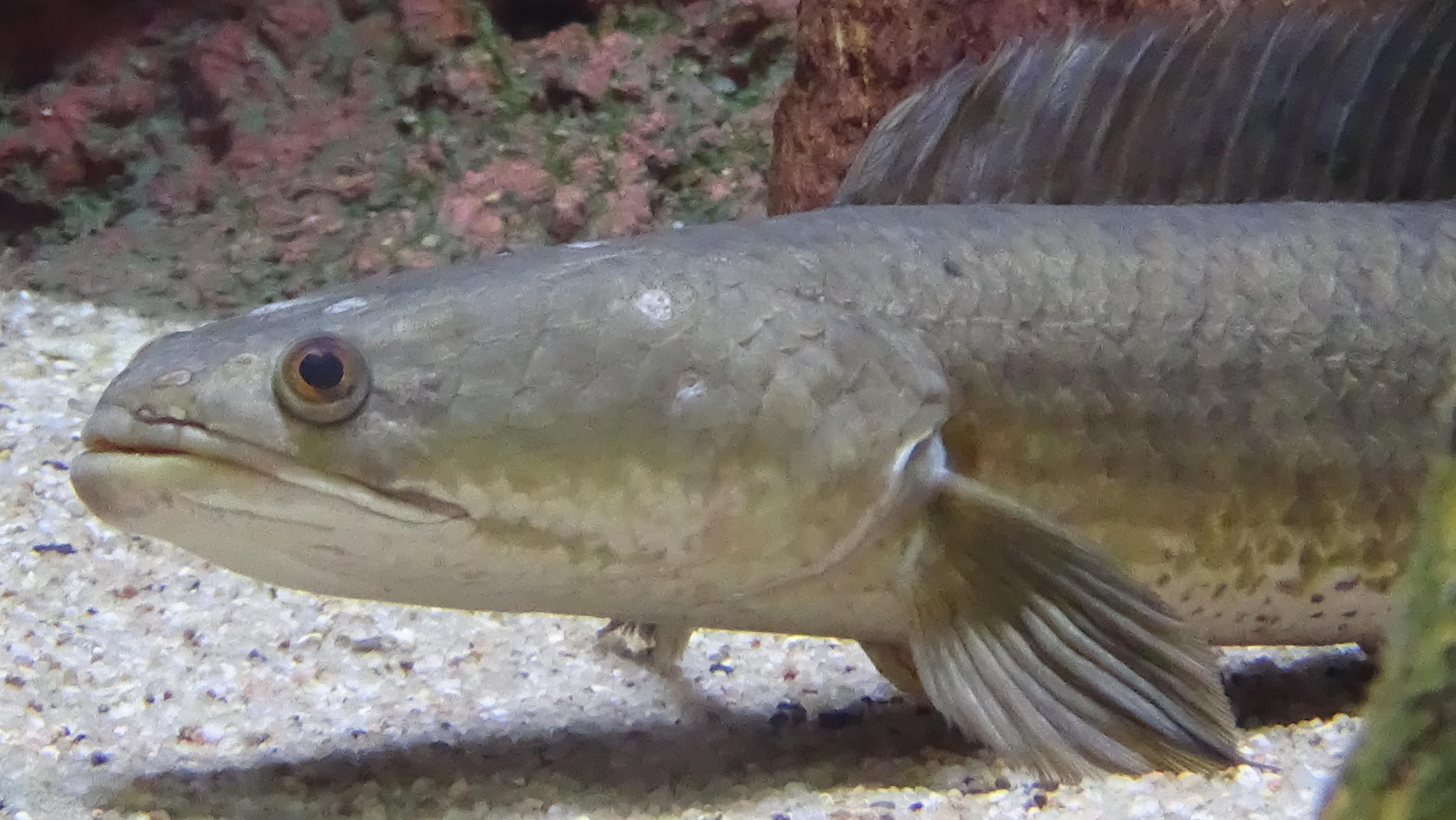
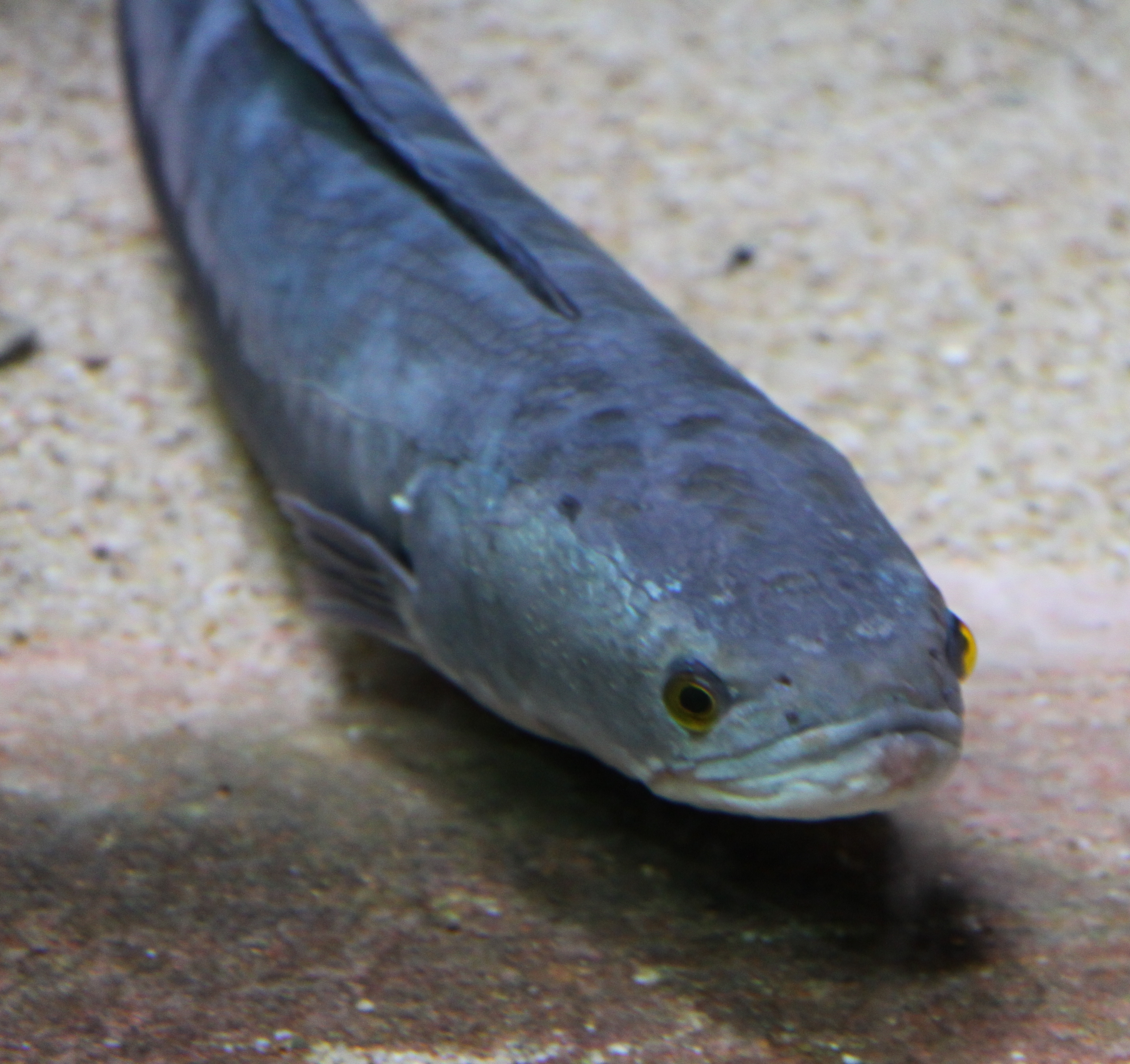
adulte en aquarium à l'Aquarium du palais de la Porte Dorée
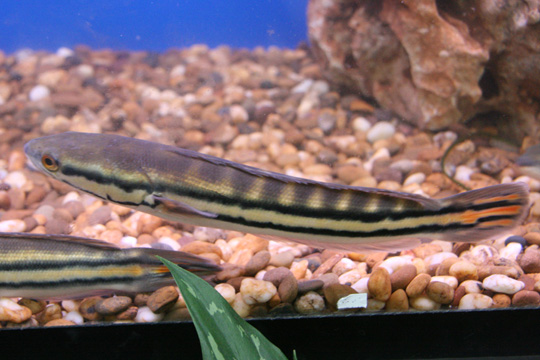
Patron de coloration juvénile
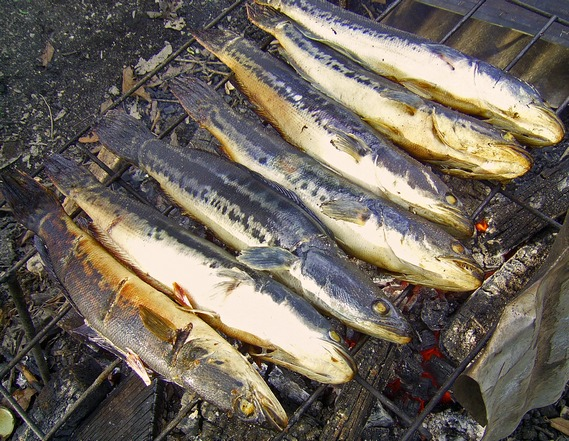
en barbecue